# شرکت کاغذ مایکل اسکات
«شرکت کاغذ مایکل اسکات» (به انگلیسی: Michael Scott Paper Company) قسمت بیست و سوم از فصل پنجم سریال تلویزیونی اداره و به طور کلی نود و پنجمین قسمت این سریال است. این قسمت در ابتدا در ۹ آوریل ۲۰۰۹ از ان‌بی‌سی در ایالات متحده پخش شد.
در این قسمت، مایکل، پم و رایان تلاش می‌کنند تا شرکت تأمین کاغذ جدیدشان را راه‌اندازی کنند، اما در نهایت به دلیل استرس و فضای اداری کوچک، با یکدیگر به مشکل بر می‌خورند. در همین حال، جیم سعی می‌کند برای رئیس جدید، چارلز ماینر، بدون اعتراف به اینکه نمی‌داند چگونه ریز فعالیت اداره را تهیه کند، یک «گزارش دقیق» انجام دهد. در حالی که دوایت و اندی برای جذب علاقۀ منشی جدید، ارین، با بازی الی کمپر رقابت می‌کنند.
این قسمت توسط جاستین اسپیتزر نوشته شده و توسط جین استوپنیتسکی کارگردانی شده‌است. بازیگر مهمان این قسمت ادریس البا می‌باشد که نقش معاون رئیس جدید داندر میفلین، چارلز ماینر را بازی می‌کند. این قسمت در همان روزی پخش شد که اولین قسمت از برنامۀ جدید ان‌بی‌سی پارک‌ها و تفریحات یعنی «تیم رویایی» پخش شد. قسمت «شرکت کاغذ مایکل اسکات» شامل تیتراژ جدیدی با صحنه‌هایی از شخصیت‌های سریال در محیط دفتر جدید شرکت کاغذ مایکل اسکات به جای محیط داندر میفلین در قسمت‌های قبلی بود. این قسمت عمدتاً نقدهای مثبتی از منتقدان دریافت کرد، گرچه بسیاری از بینندگان گفتند که به اندازۀ قسمت قبلی خنده دار نبود. طبق تحقیقات رسانه‌ای نیلسن، هشت میلیون بیننده آن را تماشا کردند و بیشترین بیننده را در بازۀ زمانی پخش خود برای بزرگسالان بین ۱۸ تا ۴۹ سال به خود اختصاص داد. «شرکت کاغذ مایکل اسکات» نامزد جایزۀ امی ساعات پربیننده برای ترکیب صدای برجسته برای یک سریال کمدی یا درام (نیم ساعت) و انیمیشن شد.